# Vladimír Macura
Vladimír Macura (ur. 7 listopada 1945 w Ostrawie, zm. 17 kwietnia 1999 w Pradze) – czeski prozaik, literaturoznawca, krytyk i tłumacz.

## Praca naukowa
Od 1993 do śmierci dyrektor Instytutu Literatury Czeskiej Czeskiej Akademii Nauk.
W książce Znamení zrodu (1983, Znak narodzin) metodami semiotycznymi badał kulturę czeskiego odrodzenia narodowego. Książka Šťastný věk (1992, Szczęśliwy wiek) jest analizą języka symbolicznego kultury realnego socjalizmu, a Masarykovy boty (1993, Buty Masaryka) to zbiór semiotycznych felietonów. O czeskim odrodzeniu narodowym, a ściślej rzecz biorąc o jego mitach, traktuje również ostatnia wydana za życia autora książka, Český sen (1998, Czeski sen). Za nią oraz za jedną ze swoich powieści Macura otrzymał Czeską Nagrodę Państwową. Pod redakcją Macury ukazały się Slovník světových literárních děl (1988, Słownik światowych dzieł literackich) i Průvodce po světové literárni teorii (1988, Przewodnik po światowej teorii literatury).

## Twórczość literacka
Jako beletrysta Macura debiutował tomem opowiadań Něžnými drápky (1984, Czułymi pazurkami). Następnie wydał powieść Občan Monte Christo (1993, Obywatel Monte Christo). Epoką odrodzenia narodowego jako pisarz zajmował się w tetralogii Ten, který bude (Ten, który będzie), na którą składają się powieści Informátor (1993, Informator), Komendant (1994), Guvernantka (1997, Guwernantka) i Medicus (2000 wraz z pozostałymi powieściami cyklu, Medykus).

## Działalność translatorska
Tłumaczył z języka estońskiego.

## Recepcja polska
W Polsce ukazała się powieść „Guwernantka” (wyd. Amaltea, Wrocław 2018). Jego teksty drukowały też „Kresy”, „Literatura na Świecie”, „Teksty Drugie" i „Zagadnienia Rodzajów Literackich”. 